# Липецький трамвай
Липецький трамвай — діюча трамвайна мережа у місті Липецьк, Росія. Введена в дію 7 листопада 1947.

## Лінії
Станом на жовтень 2014 року в Липецьку працюють наступні трамвайні маршрути:
- № 1: Центральный рынок — Доменная печь № 6.
- № 5: Кольцо 9-го микрорайона — Стан-2000.
- № 5к: НЛМК — Стан-2000.

## Рухомий склад
| Тип        | Кількість |
| ---------- | --------- |
| Tatra T6B5 | 24        |
| KTM-5      | 12        |
| KTM-5A     | 16        |
| KTM-8K     | 5         |